# Sarashi
Un sarashi (晒し, "panno sbiancato") è una specie di panno bianco, solitamente cotone, o meno comunemente lino, usato per realizzare vari indumenti in Giappone, come lo juban (una specie di sotto - kimono), fundoshi o tenugui. Un pezzo di sarashi può essere avvolto intorno al corpo sotto un kimono come un haramaki, o intorno al petto per nascondere i seni.